# 呉服町タワー

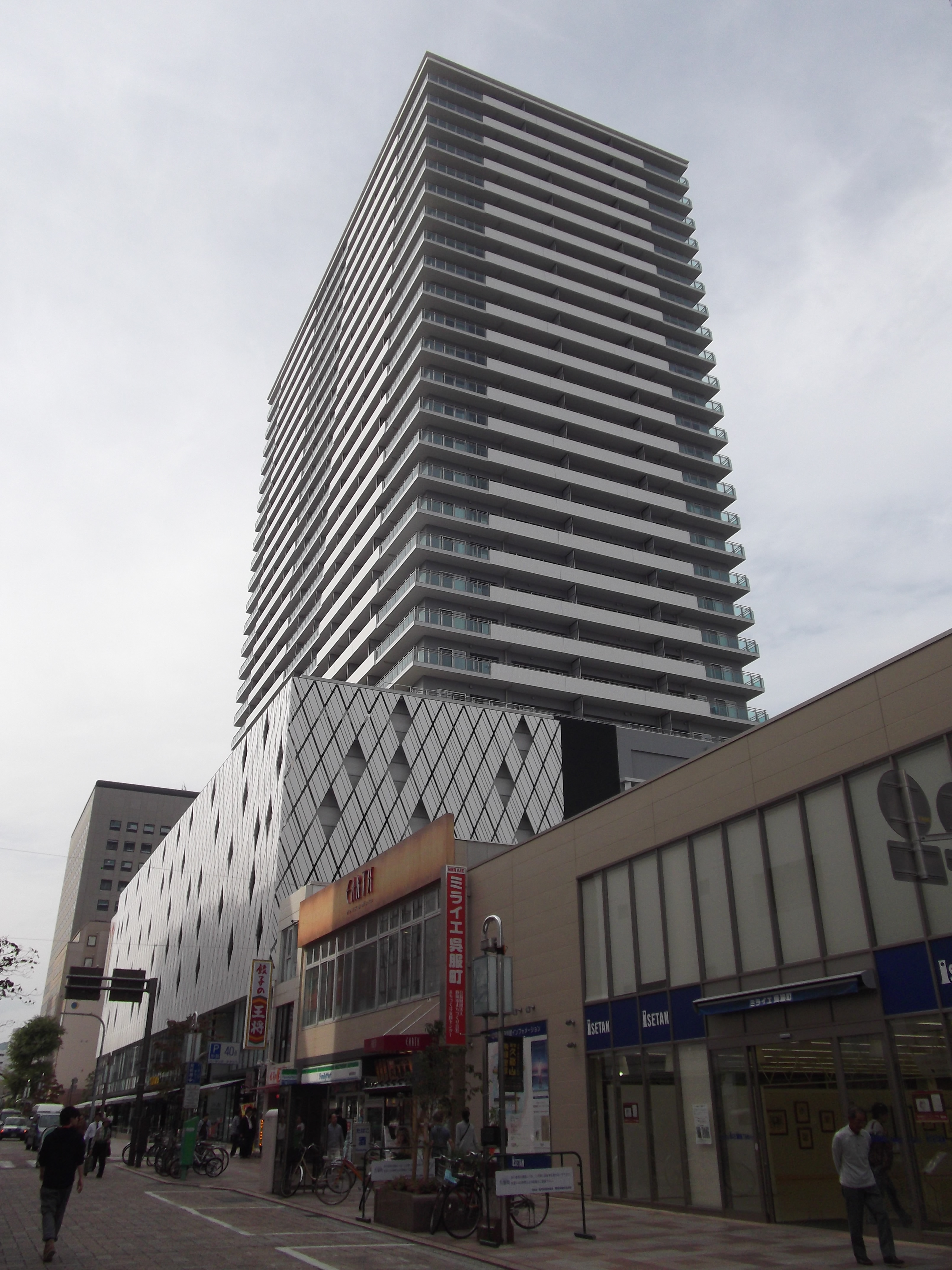
別角度より撮影。（2014年10月）

呉服町タワー（ごふくちょうタワー）は、 静岡市葵区呉服町一丁目にある超高層ビル、複合商業施設である。

## 概要
静岡呉服町第一地区第一種市街地再開発事業として整備された。
呉服町タワーという愛称は公募によって決められた。
1階には、1986年に創業したすみやを受け継ぐTSUTAYAすみやの旗艦店であるTSUTAYAすみや静岡本店が移転開業したほか、静岡伊勢丹がコリドー6を出店した。他にもスターバックスなど様々なテナントが出店している。2階には、静岡市静岡医師会健診センターなどクリニック関連が入居した。
7階には多目的広場が設置され、災害時には帰宅困難者などを受け入れる施設としても活用されることになっている。

## 沿革
- 2011年（平成23年）9月1日 - 着工[2]
- 2014年（平成26年）
  - 3月18日 - 完成式[1][4]
  - 3月24日 - 一般社団法人静岡県バス協会業務開始
  - 4月1日 - 静岡伊勢丹コリドー6や、静岡市静岡医師会健診センター MEDIO等が開店
  - 4月4日 - TSUTAYA すみや静岡本店グランドオープン[7]

## フロア構成と主なテナント
- 地下1階 - 駐輪場（604台）[2]
- 地上1階 - TSUTAYAすみや 静岡本店、静岡伊勢丹コリドー6[3]、スターバックス、AJOC疋野、菊秀刃物店
- 地上2階 - 静岡市静岡医師会健診センター[1]MEDIO、東泉クリニック、静岡県バス協会
- 地上3-7階 - 駐車場（449台）[1]
- 地上8-29階 -　住居（全281戸[2]、うち分譲は279戸[1]）

## 近隣の商業施設
- パルシェ
- ASTY静岡
- 新静岡セノバ
- ペガサート
- 静岡モディ
- 松坂屋静岡店
- 静岡伊勢丹
- Den bill
- 静岡パルコ
- セントラルスクエア静岡
- MARK IS 静岡
- 静岡東急スクエア
- 札の辻クロス
- 葵タワー